# Paradosso del valore

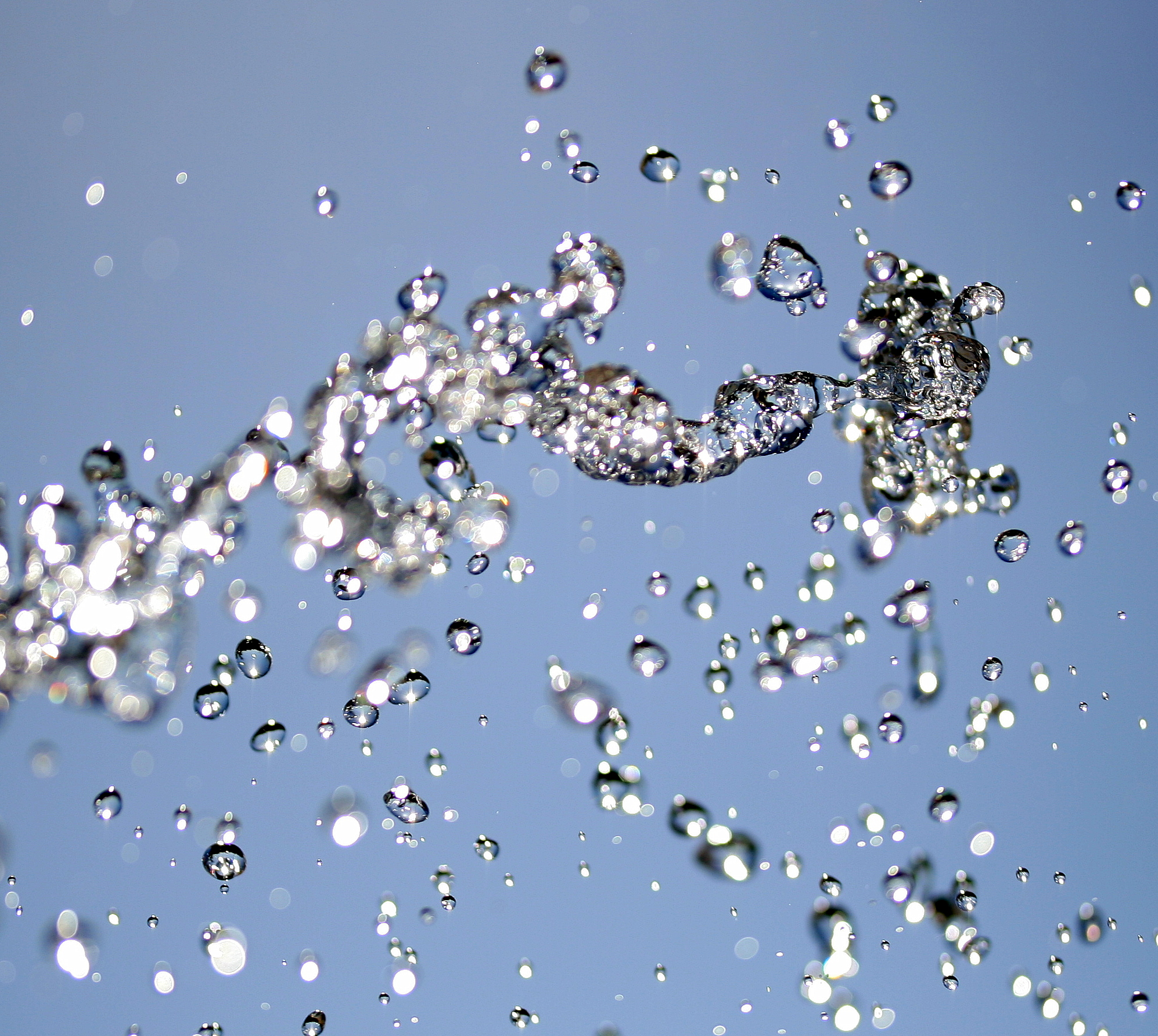
L'acqua è un bene essenziale per la vita. Nel paradosso del valore, è una contraddizione il fatto che sia più economica dei diamanti, nonostante questi ultimi non abbiano la stessa importanza per la vita.

Il paradosso del valore, noto anche come paradosso dell'acqua e dei diamanti, è un paradosso economico per cui, sebbene l'acqua sia nel complesso più utile in termini di sopravvivenza rispetto ai diamanti, i diamanti hanno un prezzo più alto sul mercato. Il filosofo Adam Smith è spesso considerato il classico presentatore di questo paradosso, sebbene apparve già nellEutidemo di Platone. Niccolò Copernico, John Locke, John Law e altri avevano precedentemente tentato di spiegare la disparità.

## Teoria del valore del lavoro
In un passaggio di La Ricchezza delle Nazioni, Smith discute i concetti di valore d'uso e valore di scambio e osserva come questi tendono a differire. Egli scrive:
Smith spiega inoltre che il valore di scambio è determinato dal lavoro, affermando: "Il prezzo reale di ogni cosa, ciò che ogni cosa costa realmente all'uomo che vuole acquisirla, è la fatica e la difficoltà di acquisirla". Smith negava perciò l'esistenza di una relazione necessaria tra prezzo e utilità. In questa visione il prezzo era legato ad un fattore di produzione (vale a dire il lavoro) e non al punto di vista del consumatore.  I sostenitori della teoria del valore-lavoro vedono in ciò la risoluzione del paradosso. 

## Marginalismo

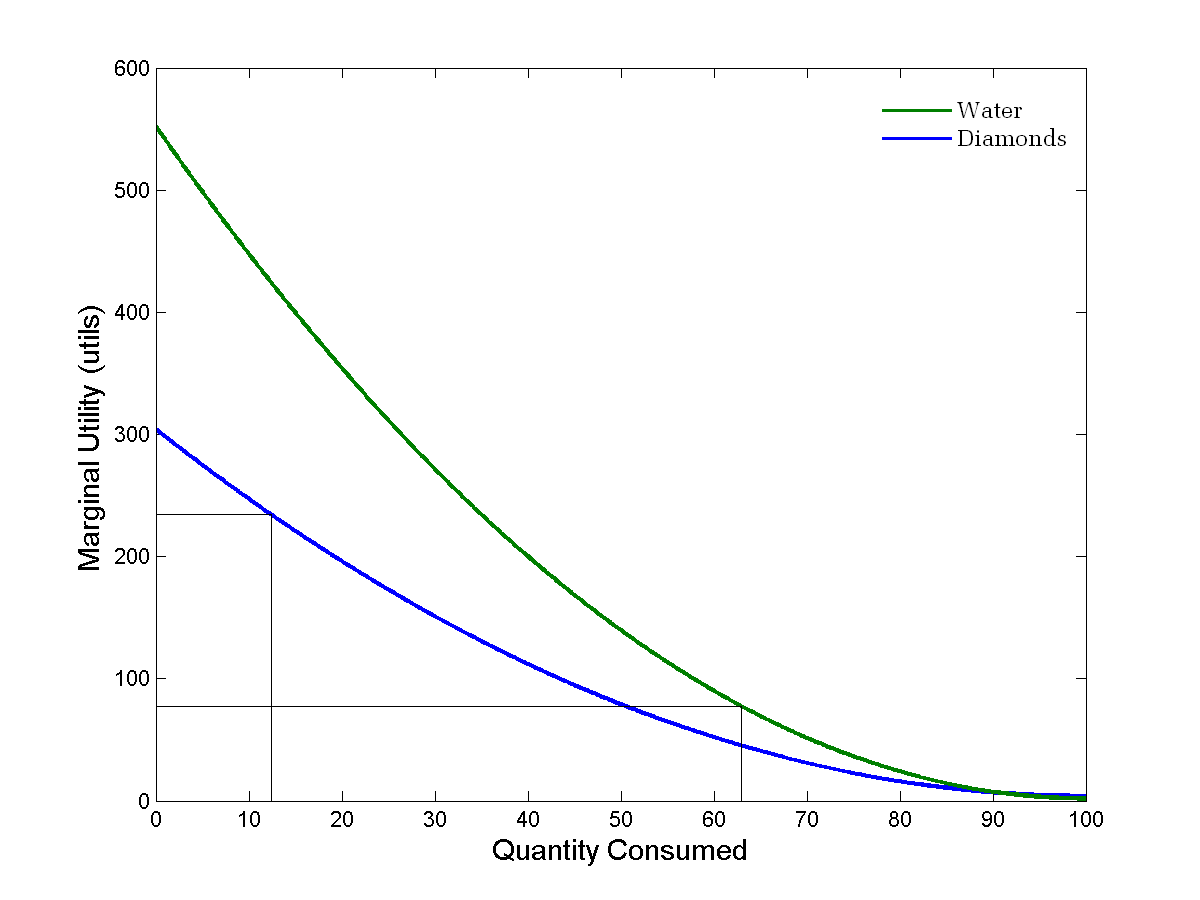
A bassi livelli di consumo, l'acqua ha un'utilità marginale molto più elevata dei diamanti e quindi è più preziosa. Le persone solitamente consumano acqua in quantità molto maggiori rispetto ai diamanti e quindi l'utilità marginale e il prezzo dell'acqua sono inferiori a quelli dei diamanti.

La teoria dell'utilità marginale, che si basa sulla teoria soggettiva del valore, afferma che il prezzo a cui un oggetto viene scambiato sul mercato non è determinato né dalla quantità di lavoro impiegata per produrlo, né dalla sua utilità complessiva. Piuttosto, il suo prezzo è determinato dalla sua utilità marginale. L'utilità marginale di un bene si ricava dall'uso più importante che ne fa una persona. Quindi, se qualcuno possiede un bene, lo utilizzerà per soddisfare un bisogno o un desiderio, a partire da quello che ha la priorità più alta. Eugen von Böhm-Bawerk illustrò questa teoria con l'esempio di un contadino che ha cinque sacchi di grano.
Con il primo sacco, farà il pane per sopravvivere. Con il secondo, farà altro pane, così da essere abbastanza forte per lavorare. Con il terzo sacco, darà da mangiare agli animali della sua fattoria. Il quarto lo userà per fare il whisky e l'ultimo lo darà in pasto ai piccioni. Se uno di quei sacchi venisse rubato, il contadino non ridurrà di un quinto ciascuna di quelle attività; piuttosto, smetterà di dare da mangiare ai piccioni. Quindi il valore del quinto sacco di grano è pari alla soddisfazione che si ricava dal dare da mangiare ai piccioni. Se vende quel sacco e trascura i piccioni, l'uso meno produttivo del grano rimanente sarà la produzione di whisky, quindi il valore di un quarto sacco di grano è il valore del suo whisky. Solo se perde quattro sacchi di grano inizierà a mangiare meno: questo è l'uso più produttivo del suo grano. L'ultimo sacco di grano vale la sua vita.
Nello spiegare il paradosso dell'acqua e dei diamanti, i marginalisti spiegano che non è l'utilità complessiva dei diamanti o dell'acqua a determinare il prezzo, ma l'utilità di ciascuna unità di acqua o di diamanti. È vero che l'utilità complessiva dell'acqua per le persone è enorme, perché ne hanno bisogno per sopravvivere; tuttavia, poiché l'acqua è così abbondante nel mondo, l'utilità marginale dell'acqua è bassa. In altre parole, le persone provano meno urgenza o piacere nel consumare acqua perché sanno che l'acqua continuerà a esistere. Pertanto, consumare un'unità extra di acqua non genererebbe un'unità extra di utilità e quindi una maggiore disponibilità a pagarla.
Ogni unità d'acqua perde valore per le persone man mano che la disponibilità di acqua aumenta. D'altro canto, i diamanti sono molto meno disponibili. La loro disponibilità è così limitata che l'utilità di un diamante in più è maggiore di quella di un bicchiere d'acqua in più, di cui esistono abbondanti scorte. Per questo motivo, i diamanti hanno un valore maggiore per le persone. Pertanto, chi desidera dei diamanti è disposto a pagare per un diamante un prezzo più alto che di quello che è disposto a pagare per un bicchiere d'acqua, e di conseguenza i venditori di diamanti chiedono un prezzo più alto di quello per un bicchiere d'acqua. Al contrario, per un uomo che sta morendo di sete nel deserto, l'acqua avrebbe un'utilità marginale maggiore rispetto ai diamanti, quindi l'uomo sarebbe disposto a pagare di più per l'acqua, forse fino al punto da non morire più di sete.